# Bassano Bresciano
Bassano Bresciano es una localidad y comune italiana de la provincia de Brescia, región de Lombardía, con 2100 habitantes.

## Evolución demográfica
| Gráfica de evolución demográfica de Bassano Bresciano entre 1861 y 2001 |
|                                                                         |
| Fuente ISTAT - elaboración gráfica de Wikipedia                         |